# (19806) Domatthews
(19806) Domatthews (2000 SX11) – planetoida z grupy pasa głównego asteroid okrążająca Słońce w ciągu 3,28 lat w średniej odległości 2,2 j.a. Odkryta 20 września 2000 roku.